# Уэнделл (город, Миннесота)
Уэнделл (англ. Wendell) — город в округе Грант, штат Миннесота, США. На площади 2,7 км² (2,7 км² — суша, водоёмов нет), согласно переписи 2002 года, проживают 177 человек. Плотность населения составляет 65 чел./км².
- Телефонный код города — 218
- Почтовый индекс — 56590
- FIPS-код города — 27-69142[1]
- GNIS-идентификатор — 0653909[2]